# Rilaena balcanica
Rilaena balcanica is een hooiwagen uit de familie echte hooiwagens (Phalangiidae).